# Friedrich Sack (Politiker)
Friedrich Sack (* 6. Januar 1913 in Barmen; † 11. Oktober 1991) war ein deutscher Politiker der SPD.

## Ausbildung und Beruf
Friedrich Sack besuchte die Volksschule und die Kunst- und Gewerbeschule. Er absolvierte eine Offsetdruckerlehre und arbeitet im Anschluss als Zwei-Farben-Offsetdrucker. Er fungierte als Parteisekretär des Unterbezirks Wuppertal. Von 1927 bis 1933 war er Mitglied des Verbandes der Lithographen und Steindrucker.

## Politik
Friedrich Sack war von 1927 bis 1933 Mitglied der Sozialistischen Arbeiter-Jugend und ab 1931 Unterbezirksvorsitzender. 1930 trat er in die SPD ein, deren Mitglied er bis 1933 blieb. Er war ab 1931 Mitglied des Unterbezirksvorstandes der SPD. Ab 1946 war er als Stadtverordneter und Fraktionsvorsitzender in Wuppertal tätig. Sack war Mitglied der ÖTV und ab 1953 Mitglied der Landschaftsversammlung Rheinland.
Friedrich Sack war vom 13. Juli 1954 bis zum 12. Juli 1958 direkt gewähltes Mitglied des 3. Landtages von Nordrhein-Westfalen für den Wahlkreis 055 Wuppertal-Nordost.

## Weitere Tätigkeiten
Sack lebte in Wuppertal-Ronsdorf, war Verwaltungsratsvorsitzender der Gemeinschaftwasserwerk Volmarstein GmbH in Gevelsberg, in Wuppertal Aufsichtsratsvorsitzender der Konsumgenossenschaft Berg-Mark eGmbH und Aufsichtsratsmitglied der GmbH Reklamegesellschaft Industriegebiet (REGI) sowie Vorstandsvorsitzender der DRK-Schwesternschaft.